# Course à la mer
Première Guerre mondiale
Batailles
Front d'Europe de l’Ouest
- Liège (8-1914)
- Namur (8-1914)
- Frontières (8-1914)
- Anvers (9-1914)
- Grande Retraite (9-1914)
- Marne (9-1914)
- Course à la mer (9-1914)
- Yser (10-1914)
- Messines (10-1914)
- Ypres (10-1914)
- Givenchy (12-1914)
- 1re Champagne (12-1914)
- Hartmannswillerkopf (1-1915)
- Neuve-Chapelle (3-1915)
- 2e Ypres (4-1915)
- Colline 60 (4-1915)
- Artois (5-1915)
- Festubert (5-1915)
- Quennevières (6-1915)
- Linge (7-1915)
- 2e Artois (9-1915)
- 2e Champagne (9-1915)
- Loos (9-1915)
- Verdun (2-1916)
- Redoute Hohenzollern (3-1916)
- Hulluch (4-1916)
- 1re Somme (7-1916)
- Fromelles (7-1916)
- Arras (4-1917)
- Vimy (4-1917)
- Chemin des Dames (4-1917)
- 3e Champagne (4-1917)
- 2e Messines (6-1917)
- Passchendaele (7-1917)
- Cote 70 (8-1917)
- 2e Verdun (8-1917)
- Malmaison (10-1917)
- Cambrai (11-1917)
- Bombardements de Paris (1-1918)
- Offensive du Printemps (3-1918)
- Lys (4-1918)
- Aisne (5-1918)
- Bois Belleau (6-1918)
- 2e Marne (7-1918)
- 4e Champagne (7-1918)
- Château-Thierry (7-1918)
- Le Hamel (7-1918)
- Amiens (8-1918)
- Cent-Jours (8-1918)
- 2e Somme (9-1918)
- Bataille de la ligne Hindenburg
- Meuse-Argonne (10-1918)
- Cambrai (10-1918)

Front italien
Front d'Europe de l’Est
Front des Balkans
Front du Moyen-Orient
Front africain
Bataille de l'Atlantique
La course à la mer est la dernière étape de la guerre de mouvement au début de la Première Guerre mondiale. 
À l'issue de la bataille de la Marne, les belligérants tentent des opérations de débordement réciproques et entament vers le nord-ouest du front, à partir du 12 septembre 1914, à travers les départements de l'Oise, de la Somme, du Pas-de-Calais, du Nord et par la Belgique une « course à la mer », qui fixera le front de la Suisse à la mer du Nord en décembre,.

## Les tentatives de faire bouger le front entre Oise et Suisse

### La bataille de l'Aisne
Les chefs alliés ont du mal à admettre que la guerre, qui aurait dû être rapide grâce à la doctrine de l'offensive à outrance, s'enlise sur un front fixe. En effet, après la bataille de la Marne, les armées antagonistes, épuisées, se sont enterrées, face à face. C'est le début de la guerre des tranchées. Aussi, les Alliés tentent-ils une offensive. Les 5e et 6e armées françaises et le BEF essayent d'envelopper l'aile ouest des Allemands entre l'Oise et l'Aisne. Mais, du 13 au 17 septembre, l'armée allemande contient les offensives alliées, puis contre-attaque et le front se stabilise à nouveau entre l'Oise et l'Aisne. Jusqu'à la fin de 1914, les deux côtés s'efforcent de fixer mutuellement les effectifs de l'adversaire dans cette région par des attaques limitées, pour éviter qu'ils puissent alimenter la manœuvre de débordement vers la mer du Nord que les Allemands entament avec vigueur. Ne pouvant atteindre Paris, but originel et mythique dans la pensée militaire allemande, l'état-major du Kaiser a convaincu celui-ci d'amplifier le plan de base de débordement des Alliés sur leur gauche par un enveloppement qui doit mener à « la course à la mer », en espérant envahir complètement la Belgique. Mettant ainsi ce pays hors jeu, l'Allemagne espère pousser les Britanniques au réembarquement, laissant la France seule pour se défendre.

### La bataille de Saint-Mihiel
Les Allemands piétinent durant tout le mois de septembre devant la place forte d'Anvers, la plus grande d'Europe, constituée de trois ceintures de forts. L'armée belge, qui y est retranchée, effectue trois sorties offensives qui fixe 150 000 soldats allemands et une grosse artillerie de siège. Cependant, les Allemands espèrent isoler et investir la place fortifiée de Verdun qui se trouve à la jonction entre l'aile marchante de l'armée française et son aile fixe, l'état-major français se servant de la place comme appui et pivot entre sa gauche et sa droite. L'état-major allemand lance cinq corps d'armées de part et d'autre de la ville, le XIIIe et le XVIe sur l'axe Varennes-Clermont dans l'Argonne d'une part, et les Ve, XIe et IIIe corps d'armée bavarois entre Étain (Meuse) et Montsec. Ils s'emparent de Saint-Mihiel et coupent les voies ferrées, le canal et les routes entre Bar-le-Duc et Commercy. Mais la défense française est trop forte et le front se stabilise. Toute action offensive dans cette région s'achève alors.

## Les batailles de Picardie et de l'Artois
Des deux côtés, les grands états-majors s'aperçoivent que la seule issue est d'essayer de déborder l'adversaire par le nord-ouest entre l'Oise et la mer du Nord. Les 5e et 6e armées françaises et les Ire et IIe armées allemandes fixées de part et d'autre, il est nécessaire de former de nouvelles unités. Du côté allemand 18 corps d'armée et 4 corps de cavalerie constituent trois armées, la IIe, VIe et IVe et un détachement d'armée. Du côté allié, trois armées affluent vers ce nouveau théâtre la 2e, 10e et 8e avec le BEF et ce qu'il reste de l'armée belge qui, après trois contre-attaques (sorties d'Anvers), s'est repliée sur une ligne Nieuport-Dixmude.

### La première phase (25 septembre–4 octobre)
L'intervalle entre l'Oise et la mer du Nord est essentiellement tenu par des territoriaux français et quelques éléments de cavalerie. Les Allemands en profitent pour lancer des opérations commando sur les lignes arrière franco-britanniques.
La 2e armée du général de Castelnau localisée en Lorraine est alors retirée, renforcée avec le 20e corps d'armée et envoyée au nord de l'Oise grâce notamment à une manœuvre de rocade essentiellement fondée sur le réseau ferré.
De même, les Allemands ont ramené la VIIe armée de Heeringen d'Alsace. Du 25 septembre au 4 octobre, les ailes montent en puissance et s'étendent progressivement vers le nord grâce à l'apport de nouvelles troupes qui se font face mutuellement au fur et à mesure de leur arrivée.
Lorsque la 2e armée atteint la Somme, elle s'étire dangereusement. Le commandant en chef envoie le général Maud'huy pour constituer la 10e armée au nord du fleuve.

### La deuxième phase (4–15 octobre)
Lorsque la 10e armée française atteint l'Ancre, le 4 octobre, les Belges sont en grande difficulté, après avoir combattu devant Liège puis en battant les Allemands sur la Gette, à Halen, puis en tenant Anvers et sa région pendant un mois. Menaçant les arrières de l'armée allemande, ils remplissent leur rôle d'avant-garde générale des franco-anglais. Dans les conceptions de l'époque, une avant-garde générale est destinée à distraire des troupes ennemies du théâtre d'opérations principal. L'armée belge, repliée dans la vaste place forte d'Anvers d'où elle lance trois sorties, continue à remplir pleinement ce rôle en retenant 150 000 Allemands, les empêchant ainsi de prendre part à la bataille de la Marne. À part le passage éclair à Anvers du Lord de l'Amirauté Winston Churchill, les Belges ne reçoivent d'aide que de 3 000 soldats anglais et de quelques canons de marine à longue portée qu'ils installent sur des wagons plats pour pouvoir les déplacer au gré des besoins.
À la fin de septembre, après des combats qui durent depuis la fin du mois d'août, le gouvernement belge et le roi Albert Ier, présents à Anvers, décident le repli de l'armée pour éviter à celle-ci d'être coupée des alliés franco-anglais et pour se réunir avec eux. Le 9 octobre, la place est abandonnée sous la couverture de l'artillerie des forts de la rive gauche. Mais il n'y a pas de reddition militaire et c'est le bourgmestre de la ville qui négocie l'entrée des troupes allemandes en recevant la promesse qu'il n'y aura pas de représailles sur la population. En se retirant, l'armée belge réussit un mouvement de rocade vers la côte par le nord-ouest aidée par les 7e D.I. et 4e D.C. britanniques débarquées à Zeebruges et Ostende et par la Brigade de fusiliers marins de l'amiral Ronarc'h forte de 6 000 fusiliers marins français, appuyés par le 1er groupe d'autos-mitrailleuses et autos-canons du lieutenant de vaisseau Guette. Finalement positionnée dans la région d'Ostende-Nieuport-Dixmude, l'armée belge a réussi son regroupement avec les franco-anglais en vue de la grande bataille que tout laisse prévoir.
Par ailleurs, pour améliorer la cohésion de son armée avec l'armée française, le général French demande au général Joffre de faire transporter les troupes britanniques dans la région de Lille. La ville de Lille encerclée par 50 000 hommes de l'armée allemande est prise le 12 octobre après un siège destructeur. Les 2e et 3e corps d'armée britannique précédemment inclus dans le dispositif français sur l'Aisne sont donc déployés respectivement dans la région de La Bassée et dans la région d'Hazebrouck. Le BEF occupe donc le secteur qui sera le sien pour le restant de la guerre, à la droite de l'armée belge.
Pour gérer cet ensemble multinational français, britannique et belge, le général en chef Joffre délègue le général Foch auquel il donne le commandement des 2e et 10e armées.

### La troisième phase (15 octobre– findécembre)
Au 13 octobre et du nord au sud, le dispositif assez disparate est constitué comme suit :
- l'armée belge renforcée par la brigade de fusiliers-marins de l'amiral Ronarc'h qui tient la ligne Nieuport-Dixmude ;
- le corps de cavalerie de Mitry sur Passchendaele et la forêt de Houthulst ;
- deux divisions d'infanterie territoriale, la 87e et la 89e sous les ordres du général Bidou qui tiennent Ypres ;
- l'armée britannique sur une ligne Zonnebeke-Givenchy, dans lequel est venu s'intercaler le corps de cavalerie de Louis Conneau dans la région de Fromelles ;
- la 10e armée française de Givenchy-en-Gohelle vers Arras.

L'ensemble des troupes françaises chargé de rétablir la liaison entre les Belges au nord et les Britanniques au sud, appelé à l'origine détachement d'armée de Belgique, prend le nom de 8e armée, sous le commandement du Général d'Urbal, avec son chef d'état-major le lieutenant-colonel Louis. Le 15 octobre, le général Joffre souhaite reprendre l'offensive en direction du moyen-Escaut. Les troupes alliées parviennent jusqu'à Ypres sans pouvoir dépasser la ville. De leur côté, les Allemands qui ont suivi et répondu à la montée en puissance des Alliés choisissent pour direction stratégique Calais, afin de couper l'armée britannique de son lien le plus direct avec l'Angleterre.
Arrivés les premiers, ils prennent l'initiative. À cet effet ils lancent une offensive sur deux axes :
- vers le nord, le Prince de Wurtemberg et sa IVe armée, retirée du front de Champagne, renforcée par un détachement d'armée, commandé par le général von Fabeck, soit au total 20 divisions, vise à repousser l'armée belge au-delà de l'Yser.
- vers l'est, la VIe armée, retirée de Lorraine, commandée par le Kronprinz de Bavière et qui comprend 10 divisions, vise à disjoindre les Français et les Anglais dans la région d'Arras.

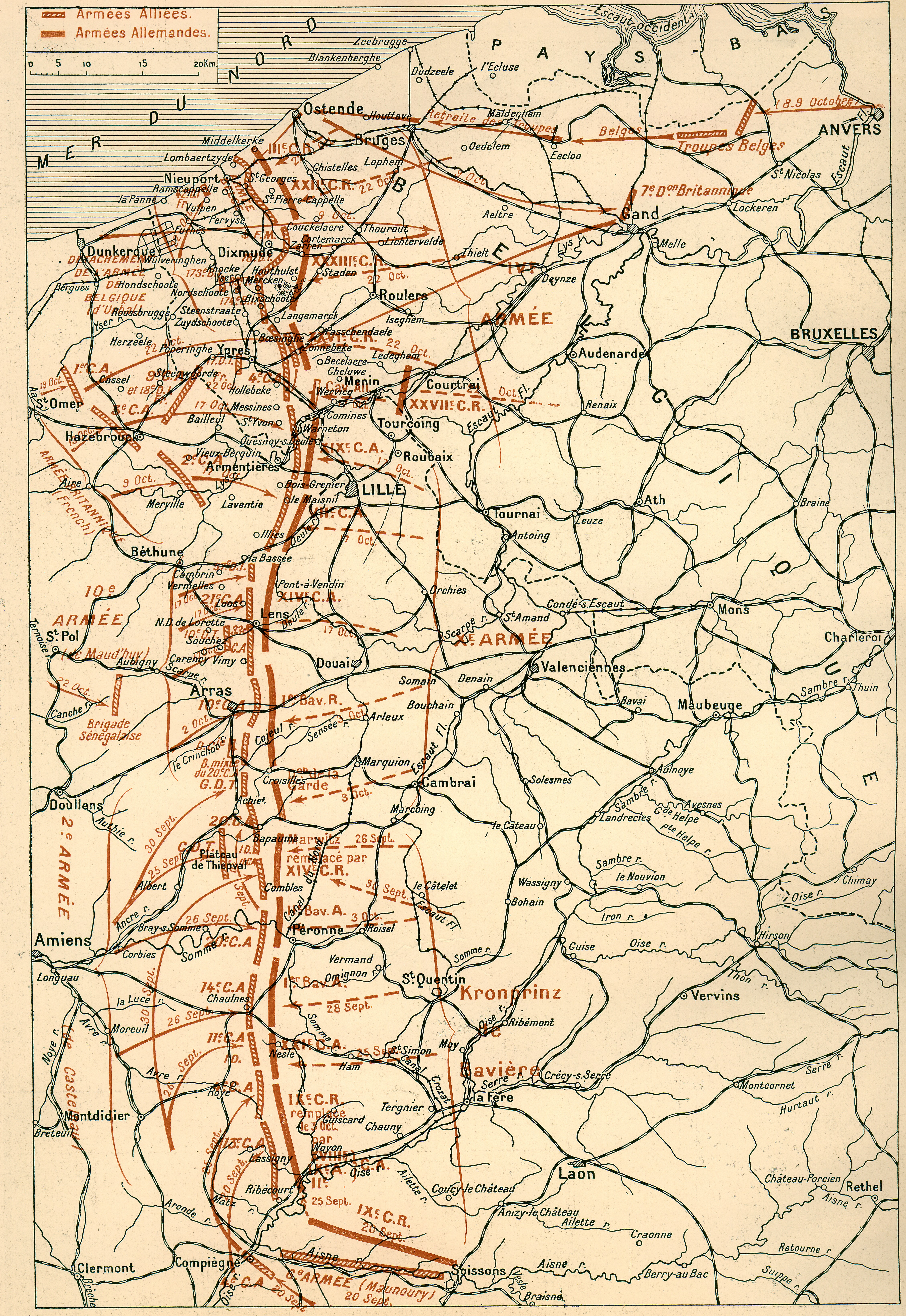
Carte décrivant les étapes de la « course à la mer » à l'automne 1914.

### La bataille de l'Yser
Le roi des Belges Albert Ier a lancé une proclamation ordonnant à son armée de tenir sur place. Celle-ci est attaquée, dès le 15 octobre, par la IVe armée allemande qui fait pression le long de la côte et sur le petit fleuve Yser. Pendant dix jours d'attaques et de contre-attaques, les premières tranchées faites de sacs de terre et de boyaux permettent aux Alliés de riposter en s'abritant. Les Belges profitent aussi du talus de la voie ferrée Dixmude-Nieuport dominant la plaine pour s'en servir comme rempart. À leurs côtés, la 42e division française du général Grossetti et les quelques fusiliers marins de l'amiral Ronarc'h.
Les Allemands, qui ont amené sur le front des conscrits presque sans formation militaire, lancent des assauts en masse, croyant pouvoir profiter de leur supériorité numérique, mais en vain. Le sacrifice inutile de ces jeunes gens entraîne l'expression Kindermord (« meurtre d'enfants ») dans l'opinion publique allemande à qui parviennent des échos des combats. Et, de plus, l'inondation de la plaine est décidée par le commandement belge qui ordonne l'ouverture des vannes protégeant les polders, terres cultivées situées sous le niveau de la mer. Commencée le 26 octobre, l'inondation provoque l'enlisement des forces allemandes qui ne parviennent pas à progresser. À Ypres, les Anglais sont retranchés dans les bâtiments. Mais l'artillerie allemande détruit la ville, ce dont les soldats anglais tirent profit pour s'embusquer dans les ruines des maisons et des bâtiments publics, les pans de mur, les anfractuosités et les caves devenant autant de redoutes propices à la défensive contre des troupes supérieures en nombre.

### La bataille de La Bassée ou la première bataille d'Ypres
Le commandement allié dégage des troupes du front grâce à l'inondation qui bloque l'assaillant et parvient à une avancée en direction d'Ypres. Celle-ci est bien tenue, mais les Belgo-Franco-Anglais sont obligés de s'arrêter autour de la ville et forment ce qu'on appelle le « saillant d'Ypres ». La VIe armée allemande attaque la position sur trois côtés et avec des offensives de puissance croissante dès le 26 octobre, puis les 6, 10 et 11 novembre. Les troupes dégagées de la région de l'Yser, où l'inondation interdit tout espoir de victoire aux belligérants, renforcent les effectifs de part et d'autre, mais aucune armée n'arrive à atteindre une supériorité décisive. Les Anglais, embusqués dans les ruines d'Ypres détruite par l'artillerie allemande, tirent profit des pans de mur, des anfractuosités et des caves pour bloquer l'ennemi. L'empereur Guillaume II, qui attend beaucoup de la bataille et qui s'est porté personnellement sur place le 27 octobre, doit regagner Luxembourg le 1er novembre sans avoir assisté à la victoire qu'il espérait. Les deux côtés s'épuisent tant sur le plan du personnel que celui des munitions. Peu à peu, les Allemands relâchent la pression sur le saillant d'Ypres et, vers le 17 novembre, s'arrête la « course à la mer ». Le front se stabilise sur près de 700 km sur une ligne allant de la mer du Nord à la frontière Suisse, traversant l'Artois, la Picardie, puis plus à l'est la Champagne et la Lorraine. En décembre 1914, le bilan des pertes depuis le 4 août est de plus de 300 000 hommes tués et 600 000 blessés du côté français. La résistance opiniâtre des Britanniques leur a coûté près des deux tiers de leurs effectifs engagés. La 42e division d'infanterie et le 9e CA sont décimés,.

## Conclusion
Avec la course à la mer s'achève toute velléité de guerre de mouvement de part et d'autre du front. Le front continu, de la mer du Nord à la frontière suisse, ne varie plus de manière sensible. Les batailles de l'Yser et de La Bassée sont les prototypes des lourdes batailles à venir, très coûteuses en hommes et en matériel et qui ne débouchent que sur des succès limités : le conflit s'enlise dans la guerre de tranchées.

## Dans les arts et la culture
Le groupe de heavy metal, Sabaton rend hommage aux soldats belges ayant combattus, pendant la course à la mer, dans la chanson Race to the Sea.